# ميخائيل رايت
ميخائيل رايت (بالإنجليزية: Michael John Wright)‏ هو سياسي أسترالي، ولد في 3 مايو 1956. حزبياً، نشط في حزب العمال الأسترالي (فرع جنوب أستراليا) ‏.

## مناصب
- انتخب Minister for Police ‏ (24 يوليو 2008 – 8 فبراير 2011).
- انتخب Minister for Emergency Services ‏ (24 يوليو 2008 – 8 فبراير 2011).
- انتخب Minister for Government Enterprises ‏ (14 ديسمبر 2006 – 24 يوليو 2008).
- انتخب Minister for Gambling ‏ (5 مارس 2004 – 23 مارس 2006).
- انتخب Minister for Recreation, Sport and Racing ‏ (6 مارس 2002 – 8 فبراير 2011).
- انتخب Minister for Industrial Relations ‏ (6 مارس 2002 – 24 يوليو 2008).
- انتخب وزير النقل (6 مارس 2002 – 5 مارس 2004).
- في 2006 South Australian state election [الإنجليزية]‏، انتخب عضو مجلس النواب جنوب أستراليا من الجمعية عن دائرة Electoral district of Lee [الإنجليزية]‏ وقد انضم خلال فترته النيابية ‏ (11 أكتوبر 1997 – 15 مارس 2014) للكتلة البرلمانية حزب العمال الأسترالي (فرع جنوب أستراليا) [الإنجليزية]‏.